# Economia islâmica

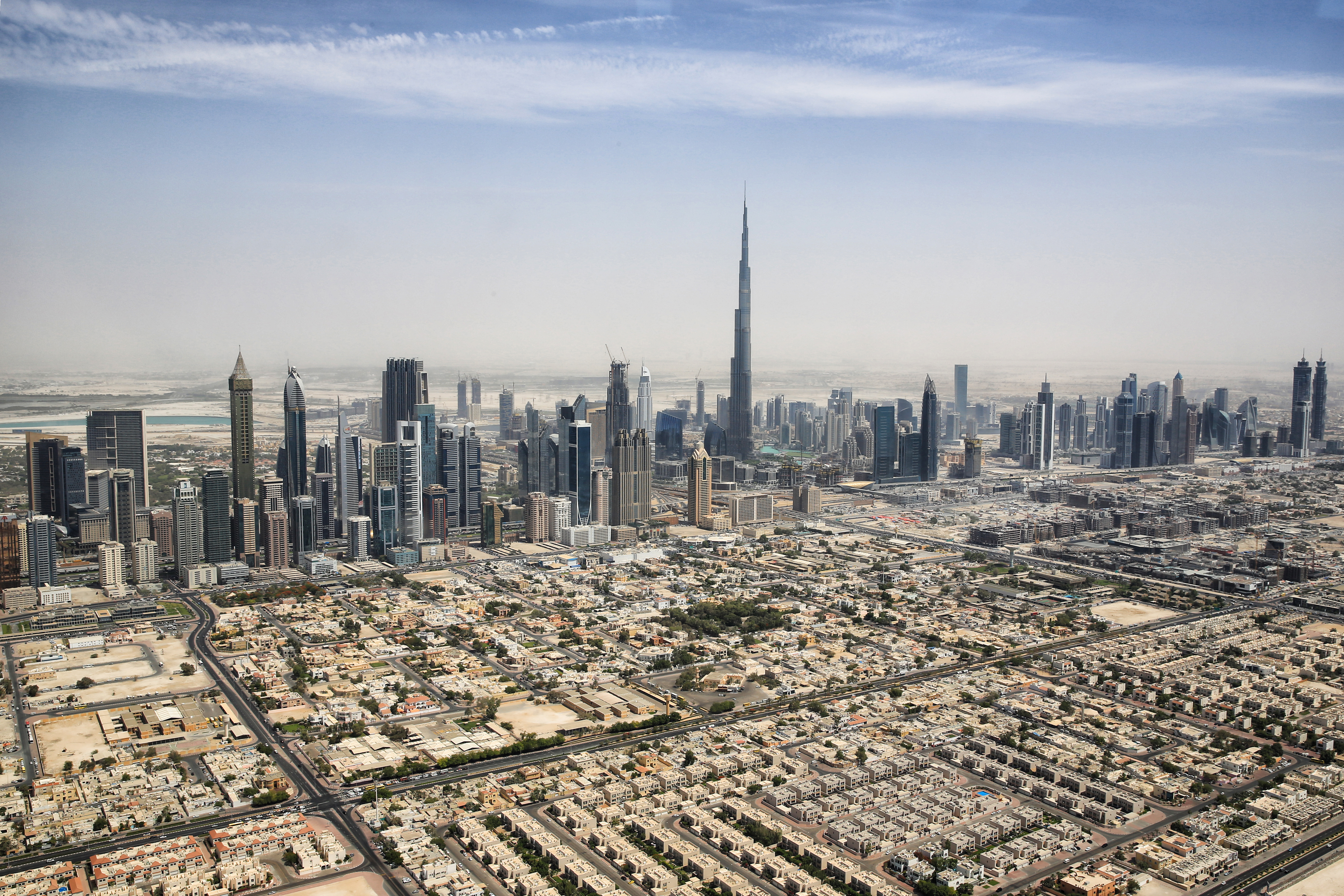
Imagem de Dubai, grande cidade dos Emirados Árabes Unidos

A economia islâmica (em árabe: الاقتصاد الإسلامي) é um sistema econômico baseado nos princípios e diretrizes estabelecidos pelo islã. O islã tem um conjunto de normas e valores morais especiais sobre comportamento econômico individual e social. Portanto, possui um sistema econômico próprio, baseado em suas visões filosóficas e compatível com a organização islâmica de outros aspectos do comportamento humano: sistemas sociais e políticos.
O termo é usado para se referir à jurisprudência comercial islâmica (em árabe: فقه المعاملات;  fiqh al-mu'āmalāt) e também à uma ideologia econômica baseada nos ensinamentos do islã que é mais semelhante à teoria do valor-trabalho, que é "troca baseada no trabalho e trabalho baseado na troca".
A jurisprudência comercial islâmica envolve as regras de transações financeiras ou outras atividades econômicas de maneira compatível com a sharia, ou seja, de acordo com as escrituras islâmicas (Corão e sunna). A jurisprudência islâmica (fiqh) tradicionalmente trata de determinar o que é necessário, proibido, encorajado, desencorajado ou apenas permitido, de acordo com a palavra revelada de Deus (Corão) e as práticas religiosas estabelecidas por Maomé (sunna). Isso se aplica a questões como propriedade, dinheiro, emprego, impostos, empréstimos, etc. A ciência social da economia, por outro lado, trabalha para descrever, analisar e compreender a produção, distribuição e consumo de bens e serviços, e estuda a melhor forma de atingir os objetivos políticos, como pleno emprego, estabilidade de preços, equidade econômica e crescimento de produtividade.
Acredita-se que as primeiras formas de mercantilismo e capitalismo tenham se desenvolvido na Idade de Ouro Islâmica, no século IX, e mais tarde se tornaram dominantes em territórios muçulmanos europeus como Al-Andalus e o Emirado da Sicília.
Os conceitos econômicos islâmicos adotados e aplicados pelos impérios da pólvora islâmicos (Império Otomano, Império Safávida e Império Mongol) e vários reinos e sultanatos islâmicos levaram a mudanças sistêmicas em sua economia. Particularmente na Índia Mogol, sua região mais rica, Subá de Bengala, uma importante nação comercial do mundo medieval, marcou o período de protoindustrialização, contribuindo diretamente para a primeira Revolução Industrial do mundo após as conquistas britânicas.
Em meados do século XX, as campanhas começaram a promover a ideia de padrões especificamente islâmicos de pensamento e comportamento econômico. Na década de 1970, a "economia islâmica" foi introduzida como disciplina acadêmica em várias instituições de ensino superior em todo o mundo muçulmano e no Ocidente. As características centrais de uma economia islâmica são frequentemente resumidas como:
1. As "normas de comportamento e fundamentos morais" derivadas do Corão e da sunna;
2. Cobrança de zakat e outros impostos islâmicos;
3. Proibição de juros (riba) cobrados sobre empréstimos.[18][19][20][21]

Os defensores da economia islâmica geralmente a descrevem como nem socialista nem capitalista, mas como uma "terceira via", um meio ideal sem as desvantagens dos outros dois sistemas. Entre as reivindicações por um sistema econômico islâmico feitas por ativistas e revivalistas islâmicos está a de que a desigualdade econômica será reduzida e a prosperidade aumentada por meios como o desestimulo ao acúmulo de riqueza, a tributação da riqueza (através do zakat) mas não comércio, a exposição de credores ao risco por meio de participação nos lucros e capital de risco, o desencorajamento do acúmulo de alimentos para especulação e outras atividades que o islã considera pecaminosas, como o confisco ilegal de terras. No entanto, críticos como Timur Kuran a descreveram principalmente como um "veículo para afirmar a primazia do islã", sendo a reforma econômica um motivo secundário.
Recentemente, como complemento à economia islâmica, o campo do empreendedorismo islâmico ou empreendedorismo sob uma perspectiva islâmica ganhou força. O empreendedorismo islâmico estuda o empreendedor muçulmano, empreendimentos empresariais e fatores contextuais que impactam o empreendedorismo na interseção da fé islâmica e atividades empreendedoras.